# فرودگاه دالاس ایگزکیتیو
فرودگاه دالاس ایگزکیتیو (به انگلیسی: Dallas Executive Airport) یک فرودگاه با کد یاتا RBD است که یک باند فرود آسفالت و بتن دارد و طول باند آن ۱۹۶۶ متر است. این فرودگاه در کشور ایالات متحده آمریکا قرار دارد .